# Zeno Coste
Zeno Coste (* 30. Mai 1907 in Ciacova, Banat, damals zu Ungarn gehörig, heute Rumänien; † 21. August 1985) war ein rumänischer Sänger der Stimmlage Tenor.

## Leben
Zeno Coste war der älteste Sohn des ehemaligen Präfekten des Kreises Timiș-Torontal, Dr. Iuliu Coste. In seiner Jugend war er ein talentierter Athlet: von 1927 bis 1930 hielt er den rumänischen Rekord im beidhändigen Gewichtwerfen. Auch während seines Studiums an der Technischen Universität Berlin war er sportlich erfolgreich und gewann dreimal die Hochschulmeisterschaften im Kugelstoßen. 1930 spielte er im ersten rumänischen Tonfilm „Ciuleandra“ einen Sänger. Nach einer Ausbildung als lyrischer Tenor in Berlin und Mailand arbeitete er in den frühen 1930er Jahren als Sänger in Berlin und nahm im Dezember 1930 einige Schallplatten in rumänischer Sprache mit dem Columbia-Tanzorchester auf. Er war außerdem Mitglied des Vokalensembles „Die Parker“, das auf Schallplatten mit den Orchestern von Bernard Etté, Billy Bartholomew, Ilja Livschakoff und Georg Nettelmann mitwirkte. Die Parker waren an zwei Filmen beteiligt: Die spanische Fliege aus dem Jahr 1931 mit Lizzie Waldmüller, und 1932 in Melodie der Liebe mit Richard Tauber.
Von 1932 bis 1935 war Zeno Coste erster Tenor bei den Kardosch-Sängern. Nach der Auflösung der Kardosch-Sänger war er von Dezember 1935 bis Februar 1936 am Theater des Volkes in Berlin tätig. Im selben Jahr stand er von August bis Oktober beim Meistersextett unter Vertrag, einer der beiden Nachfolgegruppen der Comedian Harmonists. Er war unter anderem an der Aufnahme von „Ich wollt’ ich wär ein Huhn“ beteiligt. Auch für Gesangsaufnahmen des Meistersextetts für den Film Und du mein Schatz fährst mit im September 1936 wurde er verpflichtet.
1937 wirkte er an dem Film La Habanera mit – er lieh dem Schauspieler Geza von Földessy seine Stimme und sang das Lied „Der Wind hat mir ein Lied erzählt“. Im selben Jahr nahm mit Erhard Bauschke und seinem Orchester zwei Platten auf. 1938 musste er nach Rumänien zurückkehren und nahm zunächst eine Stellung als Ingenieur in Bukarest an.
1942 und 1944 sang er an der Rumänischen Nationaloper in Iași die Rolle des Rodolfo in „La Bohéme“ unter Antonin Ciolan und die des Alfred Germont in „La Traviata“.
Nach dem Krieg arbeitete er zunächst in Bukarest, dann in Timișoara als Ingenieur und war als Solosänger beim Philharmonischen Chor und beim Chor der Kathedrale  engagiert  Er starb am 21. August 1985.

## Privates
Zeno Costes Eltern waren der Rechtsanwalt Iuliu Coste und seine Frau Zoe. Iuliu Coste war in den 20er Jahren zweimal Präfekt des Bezirks Timis-Torontal. Zeno hatte zwei Schwestern und einen Bruder: Brutus Coste, einen bekannten rumänischen Emigranten und Regimegegner.
Am 11. November 1935 heiratete er in Berlin-Wilmersdorf Helene Anna Kryszewska. Das Ehepaar hatte drei Kinder, von denen eine Tochter schon früh starb.
Sein Sohn ist der frühere rumänische Volleyballnationalspieler Mihai Coste.

## Diskografie

### Als Solo-Sänger
Aufnahmen für Columbia (in rumänischer Sprache):
Berlin, 11. Dezember 1930: Columbia Tanzorchester mit Gesang Zeno Coste
- WHR 116 – Oh Fräulein Grete (Dulce Minciună) – DV 426
- WHR 117 – Du hast ja eine Träne im Knopfloch (De ce oare ește întristată) – DV 427
- WHR 118 – Liebe für eine Nacht (Chiar dacă ai să pleci) – DV 425
- WHR 119 – Eine Freundin so goldig wie du (O amică ași vrea cum ești tu) – DV 426
- WHR 120 – Pardon Madame! – DV 421
- WHR 121 – Good Night – DV 421
- WHR 122 – Liebling, mein Herz lässt dich grüßen (Dragă, primește-mi iubirea) – DV 422

Berlin, 12. Dezember 1930: Columbia
Tanzorchester mit Gesang Zeno Coste
- WHR 123 – So war es in Sanssouci (Așa a fost pe Vrenii) – DV 422
- WHR 124 – Das Lied ist aus (Frag’ nicht warum!) (Nu mă întreba) – DV 423
- WHR 125 – Manuela – DV 423
- WHR 126 – Mi Cielito (Pentru tine) – DV 425
- WHR 127 – Warum hast du so traurige Augen? (Pentru cu ești așa tristă oare) – DV 424
- WHR 128 – Pourquoi (De Ce) – DV 424
- WHR 129 – Mama … yo quiero un novio – DV 427, DV 430

Berlin, 16. Dezember 1930: Columbia
Tanzorchester mit Gesang Zeno Coste
- WHR 117-2 Du hast ja eine Träne im Knopfloch (De ce oare ește întristată)

Berlin, 2. oder 3. März 1937, Erhard Bauschke und sein Orchester, Refraingesang Zeno Costa:
- 70002 1/2 GR 8 Zwischen grünen Bergen steht ein kleines Haus (Leave Me With A Love Song), Grammophon 2570
- 7003 ½ GR 8 Wenn die Glocken läuten, Grammophon 2570
- 7005 ½ GR 8 Ein Edelweiß hast Du zum Abschied mir gegeben, Grammophon 10604
- 7004 ½ GR 8, Barbara, Grammophon 10604

### Als Ensemble-Mitglied
Mit den Kardosch-Sängern
Diskografie der Kardosch-Sänger
Mit den Parkers
August 1931: Ilja Livschakoff und sein Orchester, Refrain „Die Parker“:
- 4163 BD – Horch! Horch! 1. Teil – Grammophon 24208
- 4164 1/2 BD – Horch! Horch! 2. Teil – Grammophon 24208
- 4173 1/2 BD – Das ist die Liebe der Matrosen – Grammophon 24210

September 1931: Billy Bartholomew und sein Orchester – Refrain „Die Parker“:
- C 1528 – Im Salzkammergut, da kann man gut lustig sein – Kristall 3208
- C 1529 – Das ist die Liebe der Matrosen – Kristall 3209, 3224

September/Oktober 1931: Kristall-Orchester, Gesang: Quartett „Die Parker“
- C 1555-1 Volkslieder Potpourri 1. Teil – Kristall 1242
- C 1556-1 Volkslieder Potpourri 2. Teil – Kristall 1242

September oder Oktober 1931: Bernhard Etté und sein Orchester, Refrain „Die Parker“:
- C 1566 – Rosa, reizende Rosa – Kristall 3219
- C 1567 – Schön ist das Leben – Kristall 3218

5. November 1931: Lizzi Waldmüller, „Die Parker“ und Jean Gilbert mit seinem Orchester:
- OD 643-1 – Sag mir mal Schnucki auf spanisch – Electrola EG 2452

November 1931: Ilja-Livschakoff und sein Orchester, Gesang Leo Monosson und „Die Parker“:
- 4136 BR – Für alle 1. Teil – Grammophon 24354
- 4137 1/2 BR – Für alle 2. Teil – Grammophon 24354

Dezember 1931: Kurt Hardt mit Quartett „Die Parker“ mit Orchesterbegleitung:
- C 1601-1 – Es rauscht der Wald 1. Teil – Kristall 6069
- C 1602 – Es rauscht der Wald 2. Teil – Kristall 6069

Januar 1932: Bernhard Etté und sein Orchester, Gesang „Die Parker“:
- C 1625 – Für alle 1. Teil – Kristall 3235
- C 1626 – Für alle 2. Teil – Kristall 3235

Januar 1932: Kristall-Orchester, Gesang „Die Parker“:
- C 1634 – Wir walzen 1. Teil – Kristall 1633
- C 1635 – Wir walzen 2. Teil – Kristall 1633

Januar 1932: George Nettelmann und sein Orchester, Refrain: Kurt Mühlhardt und „Die Parker“:
- C 1647 – Morgen geht’s uns gut – Kristall 3239
- C 1649 – Potpourri aus dem Tonfilm „Bomben auf Monte Carlo“ – Kristall 3240

Frühling oder Sommer 1932: Kristall-Orchester und „Die Parker“
1. C 2181 Rheinischer Sang 1. Teil – Kristall 7203
2. C 2182 Rheinischer Sang 2. Teil – Kristall 7203

Mit dem Meistersextett
August–September 1936:
- ORA 1418 In Mexico - Electrola EG 3723, Electrola EG 3745, HMV AM 4744, HMV EG 3723, HMV EG 3745
- ORA 1419 Ich woll' ich wär ein Huhn - Electrola EG 3723, Electrola EG 3743, HVM AM 4744, HMV EG 3723
- ORA 1471 Ja, der Ozean ist groß - Electrola EG 3743
- ORA 1472 Schreit alle Hurra! - Electrola EG 3745, HMV EG 3745

9. Oktober 1936:
- ORA 1504 – Der Piccolino – Electrola EG 3763
- ORA 1505 – Hand in Hand – Electrola EG 3763

Wiederveröffentlichungen
- Singende Filmsterne Und Ihre Schönsten Tonfilmmelodien, 2 LPs, Odeon – 1C 134-46 085/86 M, EMI Electrola – 1C 134-46 085/86 M, Sag mir mal Schnucki auf Spanisch
- Das Gab’s Nur Einmal – Werner Richard Heymann – Ein Musikalisches Portrait, 2 CDs, 2000, darauf CD 1, track 28: Schön ist das Leben
- Cabaret Berlin, 4 CD Boxset, 2005, CD 3, track 26: Schön ist das Leben
- Erhard Bauschke & Sein Orchester, CD, 2005, darauf track 12: Zwischen grünen Bergen steht ein kleines Haus
- Die Schlager Des Jahres 1931, 2 CDs, 2014, darauf CD 1, track 16: Schön ist das Leben
- Die goldene Ära deutscher Tanzorchester: Erhard Bauschke und sein Tanzorchester, Vol. 1, CD, 2019, track 11: Zwischen grünen Bergen steht ein kleines Haus

## Filmografie
- Ciuleandra[6]
- Melodie der Liebe[17]
- Die Spanische Fliege[5]
- Ja, treu ist die Soldatenliebe
- Grün ist die Heide
- Moderne Mitgift
- Tausend für eine Nacht
- Wovon soll der Schornstein rauchen
- Roman einer Nacht[18]
- Glückliche Reise
- Und du mein Schatz fährst mit[19]
- La Habanera[20]